# البخاريون في السعودية
البخاريون في السعودية هم مواطنون سعوديون من المهاجرين قديما إلى الحجاز. وبخاريّ مصطلح محلي فضفاض يشمل فئات مختلفة تعود جذورهم القديمة بشكل أساسي إلى إحدى الشعوب التركية وهم شعب الأوزبك وشعب الأويغور ومن الناحية الاثنية ثقافة الأجيال السابقة و الحالية ما عدا فترة الجيل المؤسس الأول  تتكون بشكل رئيسي من عناصر الثقافة العربية العامة المشتركة من لغة أم وأبجدية وأسماء شخصية والدين الإسلامي وفرعيا الثقافة الحضرية الحجازية اللتي تشكلت في مدن الحجاز  وهم يشكلون وحدة اجتماعية في المجتمع المحلي السعودي .

## تاريخ وجودهم في شبه الجزيرة العربية
يعود تاريخ وجود البخاريين السعوديين إلى مطلع القرن التاسع عشر عندما هاجروا إلى شبه الجزيرة العربية واستقروا بها قبل مئة إلى مئتي عام تقريبا، في مكة المكرمة والمدينة المنورة والطائف، رغبة في مجاورة بيت الله، ومحبة في النبي محمد. وحسب جريدة الشرق الأوسط فإن عدد البخاريين بلغ في مكة عام 1907 ما يقارب 2 ألفاً، أو ما يعادل 13.3٪ من سكان مكة، وبذلك يشكلون أكبر قومية غير عربية  آنذاك في مكة المكرمة. أما الهجرة الكبرى فأتت بعد الثورة البلشفية في روسيا بقيادة «لينين» و«ستالين» عام 1917 ، والثورة الشيوعية الصينية بقيادة “ماو تسي تونغ

## أماكن تواجدهم
يتواجد البخاريون السعوديون في مدن غرب المملكة العربية السعودية مثل: مكة المكرمة وجدة والمدينة المنورة والطائف. اختار كثير من البخاريين السكن في الطائف، لقربها من مكة المكرمة ولاعتدال جوها ومناسبته لما اعتادوا عليه قبل هجرتهم، ومنهم من اختار الإقامة في جدة كونها بوابة الحرمين، والمركز التجاري الرئيس لهذه البلاد. وفي المدينتين، جدة والطائف، توجد حارتان تعرفان بحارة البخارية

## دورهم في المجتمع السعودي
يوجد الكثير من القياديين السياسين والأطباء والمدراء والأئمة والخطباء السعوديين من أصول بخارية في منطقة الحجاز، بالإضافة لتوليهم لمناصب عليا في الدولة، كسفير المملكة العربية السعودية السابق لدى اليابان عبد العزيز تركستاني، وسفير المملكة لدى  لبنان   وليد بخاري .

## تأثيرهم في المطبخ السعودي

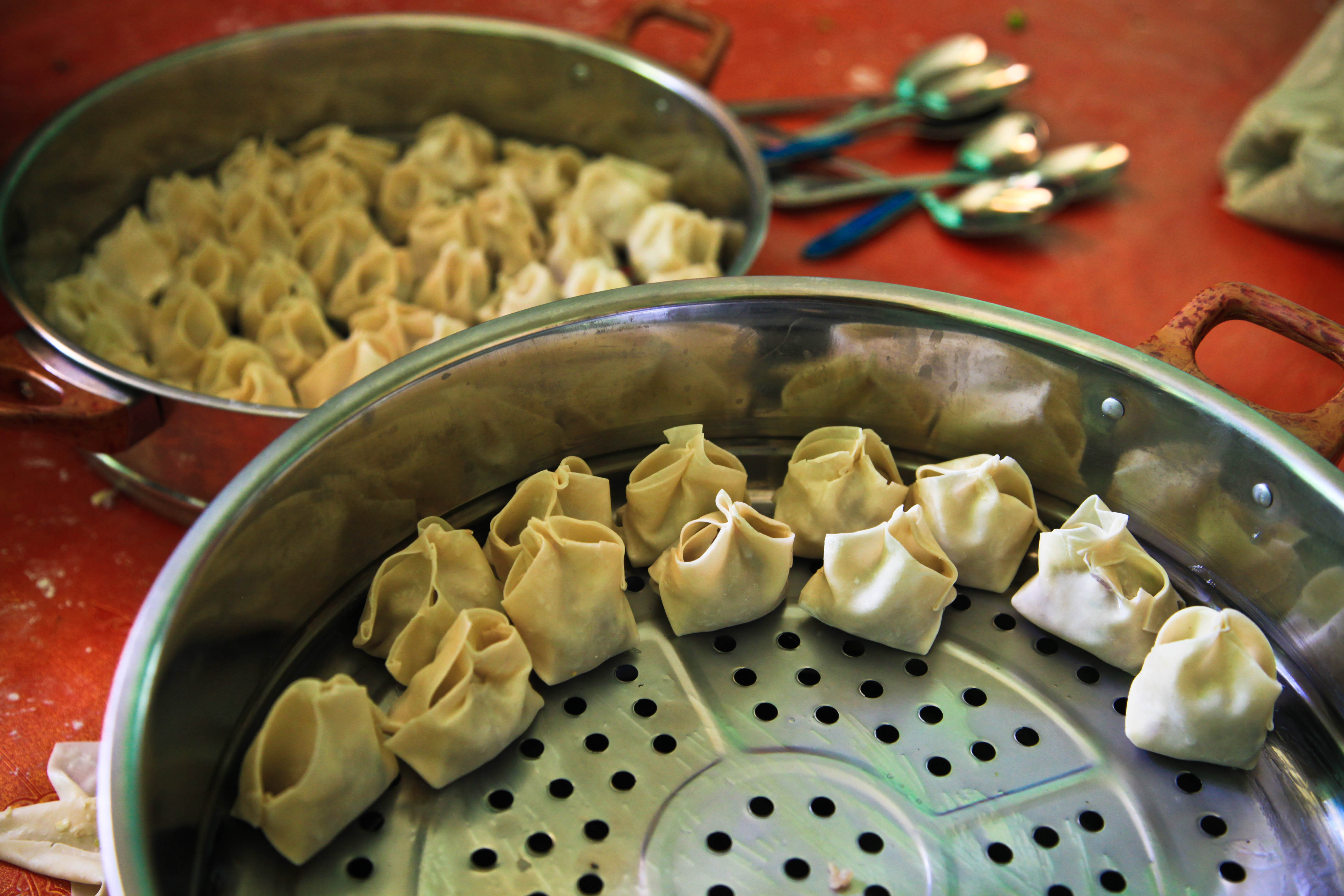
المنتو.

أثر البخاريون كثيراً في المطبخ السعودي، فتجد أطباقهم قد اشتهرت وشاعت في المجتمع السعودي مثل طبق الرز البخاري والمنتو واليغمش واللاغمن

## لغة البخارية
يتحدث البخاريون السعوديون اللغة العربية باللهجة الحجازية، وقد يتحدثون بالطاجيكية او الاوزبكية وهناك بعض كبار السن منهم لا يزال يتحدث اللغة التركية الجغطائية (منقرضة)

## من تركستان الغربية
ومنهم: المرغلاني والأندجاني والنمنقاني والقوقندي والأوشي وتركستاني

## من تركستان الشرقية

### الأويغور
الأويغور هم الشعوب التركية، في عام 1863م، قُتل من الأويغور أكثر من مليون مسلم في المواجهات التي تمت في عام 1949م عندما استولى النظام الشيوعي الصيني بقيادة ماو تسي تونج؛ حيث ألغى استقلال الإقليم، وجرى ضمه لجمهورية الصين، جرى تفريغ الإقليم من سكانه المسلمين وتوزيعهم إلى أقاليم، حتى يمثلوا أقليةً في مواطنهم الجديدة. كما تم التضييق عليهم في عباداتهم ومظاهرهم الإسلامية وهدم مساجدهم، وإزالة مدارسهم.
ومنهم
- أويغوري اصولها من الأۇيغۇر من تركستان الشرقية،
- قوماوي ، نسبة إلى مدينة قوما إحدى مدن الصين، اصولها من الأۇيغۇر من تركستان الشرقية.
- كاشغري و قشقري، نسبة إلى مدينة كاشغر إحدى مدن تركستان الشرقية، اصولها من الأۇيغۇر.
- خوتاني ، نسبة إلى مدينة خوتان، من مملكة خوتان، إحدى مدن الصين حاليًا، من عرقية الأۇيغۇر من تركستان الشرقية،
- ياركندي ، نسبة إلى مدينة ياركند إحدى مدن الصين، من عرقية الأۇيغۇر من تركستان الشرقية.
- كشاري من تركستان الشرقية.
- تركستاني من الأۇيغۇر من تركستان الشرقية،
- تختة من الأۇيغۇر من تركستان الشرقية،
- روزي من الأۇيغۇر من تركستان الشرقية،
- عاشور من الأۇيغۇر من تركستان الشرقية،
- أيوب من الأۇيغۇر من تركستان الشرقية،
- طاش من الأۇيغۇر من تركستان الشرقية،

### الأوزبك
ومنهم
- أوزبكي، من (الاوزبك)
- أنديجاني، نسبة إلى مدينة أنديجان وولاية أنديجان (العاصمة الإدارية لوادي فرغانة) في أوزبكستان الحالية، من (الاوزبك).
- مرغلاني، من (الاوزبك). نسبة إلى مدينة مرغلان في ولاية فرغانة في أوزبكستان حاليا.
- بخاري، من (الاوزبك).نسبة إلى مدينة بخارى إحدى مدن أوزبكستان،
- سمرقندي، من (الاوزبك). نسبة إلى مدينة سمرقند إحدى مدن أوزبكستان حاليا،

- خوقندي و قوقندي، نسبة إلى مدينة خوقند (قوقند) في ولاية فرغانة في أوزبكستان حاليا.
- نمنكاني و نمنقاني، نسبة إلى مدينة نمنكان بشرق أوزبكستانحاليا
- نواوي نسبة إلى مدينة نواوي وإقليم نواوي بشرق أوزبكستان حاليا
- اوشي نسبة إلى مدينة أوش بوادي فرغانة في قيرغيزستانالحالية
- باي نسبة إلي قرية باي التي تبعد 40 كلم شرقي مدينة قرشي في ولاية قاشقادری في جنوب أوزبكستان الحالية.
- صوفي
- نيازي
- نياز
- الأورقنجي نسبة إلى مدينة أورقنج عاصمة خوارزم إحدى محافظات أوزبكستان حاليا
- يولداش نسبة لجنود اليولداش وهم فرقة عسكرية برية تابعة للانكشارية.
- قربان
- خان
- كاساني نسبة إلى مدينة كاسان شمال غرب مدينة قارشي عاصمة ولاية قاشقادري في أوزبكستان الحالية
- جان
- أخون
- ميرزا
- ترسن كان بعضهم يسكن في باب المجيدي بالمدينة المنورة.
- قارئ
- خياط (هناك عوائل اخرى تحمل ذات اللقب وهو تشابه اسماء)
- بازار باي
- تردي
- إيشان
- الملا
- خوجة

## وصلات خارجية
- مدونة من هم البخاريون.